# Їжакоподібні
Їжакоподібні (Erinaceiformes, seu Erinaceomorpha) — колишній ряд ссавців. Зараз як ряд розглядають таксон комахоїдні (Eulipotyphla).
Їжакоподібні — одна з найдавніших і найпримітивніших груп плацентарних ссавців (Placentalia).
Їхньою сестринською групою, згідно з традиційними класифікаціями на основі морфологічних ознак і сучасними класифікаціями на підставі молекулярних даних, є ряд Мідицеподібні (Soriciformes). За давнішими класифікаціями (у тому числі й згідно з усіма оглядами фауни України 20 ст.) їжакоподібних і мідицеподібних розглядали у нижчому ранзі: як підряди ряду комахоїдних.
Типовою родиною Їжакоподібних є їжакові (Erinaceidae), а типовим родом є їжак (Erinaceus).
Інколи до їжакоподібних відносять родину кротових (Talpidae), проте останнім часом кротових зближують з мідицеподібними.

## Класифікація
У ряді — 10 сучасних родів і 24 їх види.
Сучасні класифікації визнають такий склад ряду:
- ряд Erinaceifornes, або Erinaceomorpha
  - †родина Amphilemuridae
    - †рід Alsaticopithecus
    - †рід Amphilemur
    - †рід Gesneropithex
    - †рід Macrocranion
    - †рід Pholidocercus

  - родина Erinaceidae
    - підродина Erinaceinae (їжаки)
      - рід Atelerix (4 види)
      - рід їжак — Erinaceus (4 види)
      - рід Hemiechinus (2 види)
      - рід Mesechinus (2 види)
      - рід Paraechinus (4 види)

    - підродина Galericinae (гімнури, або «місячні пацюки»)
      - †рід Deinogalerix
      - рід гімнура — Echinosorex (1 вид)
      - рід Hylomys (3 види)
      - рід Neohylomys (1 вид)
      - рід Neotetracus (1 вид)
      - рід Podogymnura (2 види)